# Condado de St. Lawrence (Nueva York)
El condado de St Lawrance (en inglés: St Lawrence County) fundado en 1802 es un condado en el estado estadounidense de Nueva York. En el 2000 el condado tenía una población de 111 931 habitantes en una densidad poblacional de 41 personas por km². La sede del condado es Canton.

## Geografía
Según la Oficina del Censo, el condado tiene un área total de 7306 km² (2820,8 mi²), de la cual 6957 km² (2686,1 mi²) es tierra y 352 km² (135,9 mi²) (4.82%) es agua.

### Condados adyacentes
- provincia de Ontario, Canadá - norte
- Condado de Franklin - este
- Condado de Herkimer - sur
- Condado de Hamilton - sur
- Condado de Lewis - suroeste
- Condado de Jefferson - oeste

## Demografía
En el año 2000 la renta per cápita promedio del condado era de $32.356 y el ingreso promedio para una familia era de $38.510. En ese mismo año los hombres tenían un ingreso per cápita de $33.135 versus $22.253 para las mujeres, siendo el ingreso per cápita para el condado de $15.728 y el 16.90% de la población estaba bajo el umbral de pobreza nacional.

## Localidades
| - Brasher (pueblo) - Brasher Falls (lugar designado por el censo) - Canton (villa) - Canton (pueblo) - Clare (pueblo) - Clifton (pueblo) - Colton (pueblo) - cranberry Lake (lugar designado por el censo) - De Kalb (pueblo) - DeKalb Junction (lugar designado por el censo) - De Peyster (pueblo) - Edwards (pueblo) - Edwards (villa) - Fine (pueblo) - Fowler (pueblo) - Gouverneur (villa) - Gouverneur (pueblo) - Hailesboro (lugar designado por el censo) - Hammond (pueblo) |  | - Hammond (villa) - Hannawa Falls (lugar designado por el censo) - Hermon (pueblo) - Hermon (villa) - Heuvelton (villa) - Hopkinton (pueblo) - Lawrence (pueblo) - Lisbon (pueblo) - Louisville (pueblo) - Macomb (pueblo) - Madrid (pueblo) - Massena (villa) - Massena (pueblo) - Morristown (pueblo) - Morristown (villa) - Norfolk (pueblo) - Norwood (villa) |  | - Ogdensburg (ciudad) - Oswegatchie (pueblo) - Parishville (pueblo) - Piercefield (pueblo) - Pierrepont (pueblo) - Pitcairn (pueblo) - Potsdam (villa) - Potsdam (pueblo) - Rensselaer Falls (villa) - Richville (villa) - Rossie (pueblo) - Russell (pueblo) - Star Lake - Stockholm (pueblo) - Waddington (pueblo) - Waddington (villa) - Winthrop (lugar designado por el censo) |

=> En paréntesis la forma de gobierno.